# Кубок Уельсу з футболу 1999—2000
Кубок Уельсу з футболу 1999–2000 — 113-й розіграш кубкового футбольного турніру в Уельсі. Титул вп'яте здобув клуб Бангор Сіті.

## Календар
| Раунд        | Дата              | Матчі | Клуби   |
| ------------ | ----------------- | ----- | ------- |
| Перший раунд |                   | 34    | 92 → 58 |
| Другий раунд | 16 жовтня 1999    | 26    | 58 → 32 |
| 1/16 фіналу  | 20 листопада 1999 | 16    | 32 → 16 |
| 1/8 фіналу   | 12 лютого 2000    | 8     | 16 → 8  |
| 1/4 фіналу   | 11 березня 2000   | 4     | 8 → 4   |
| 1/2 фіналу   | 15 квітня 2000    | 2     | 4 → 2   |
| Фінал        | 7 травня 2000     | 1     | 2 → 1   |

## 1/16 фіналу
| Команда 1             | Рахунок      | Команда 2         |
| --------------------- | ------------ | ----------------- |
| 20 листопада 1999     |              |                   |
| Аберіствіт Таун       | 3:1          | Гарв Атлетік      |
| Бангор Сіті           | 5:0          | Лландидно         |
| Баррі Таун            | 2:0          | Рідімін           |
| Кайрсус               | 1:0          | Кевн Друїдс       |
| Конві Юнайтед         | 2:4 дч       | Реєдер Таун       |
| Кумбран Таун          | 0:0 пен. 5:3 | Карнарвон Таун    |
| Гейверфордвест Каунті | 0:1          | Галкін Юнайтед    |
| Інтер (Кардіфф)       | 5:0          | Гарден Вілледж    |
| Лланеллі              | 7:1          | Порт Твін Субурбс |
| Ллангевні             | 1:3          | Карлеон           |
| Лланверн              | 0:1          | Амлуч Таун        |
| Пенринкоч             | 2:1          | Бланрондда        |
| Порт-Толбот Таун      | 0:1          | Кармартен Таун    |
| Ріл                   | 1:0          | Гвілсфілд         |
| Тотал Нетворк Солюшнс | 2:0          | Ньютаун           |
| УВІК                  | 0:1          | Аван Лідо         |

## 1/8 фіналу
| Команда 1      | Рахунок | Команда 2             |
| -------------- | ------- | --------------------- |
| 12 лютого 2000 |         |                       |
| Кармартен Таун | 4:1     | Аберіствіт Таун       |
| Бангор Сіті    | 4:0     | Інтер (Кардіфф)       |
| Баррі Таун     | 3:0     | Реєдер Таун           |
| Кайрсус        | 1:2     | Кумбран Таун          |
| Лланеллі       | 3:0     | Ріл                   |
| Галкін Юнайтед | 2:3     | Карлеон               |
| Пенринкоч      | 6:1     | Амлуч Таун            |
| Аван Лідо      | 1:0     | Тотал Нетворк Солюшнс |

## 1/4 фіналу
| Команда 1       | Рахунок | Команда 2    |
| --------------- | ------- | ------------ |
| 11 березня 2000 |         |              |
| Баррі Таун      | 5:0     | Пенринкоч    |
| Кармартен Таун  | 2:3     | Кумбран Таун |
| Карлеон         | 1:4     | Бангор Сіті  |
| Аван Лідо       | 3:1     | Лланеллі     |

## 1/2 фіналу
| Команда 1      | Рахунок   | Команда 2          |            |
| -------------- | --------- | ------------------ | ---------- |
| 15 квітня 2000 |           |                    |            |
| Баррі Таун     | 1:1 {[pso | 0:3 \|Кумбран Таун | winner=2}} |
| Аван Лідо      | 2:4       | Бангор Сіті        |            |

## Фінал
| 7 травня 2000 |

| Бангор Сіті | 2:0 | Кумбран Таун |
| ----------- | --- | ------------ |
| Робертс 29' |     |              |

| «Рейскорс Граунд», Рексем Глядачів: 1125 |